# Saguamanchica
Saguamanchica (¿? - Chocontá, 1490), también llamado Saguanmachica, Saguanmanchica y Sacuan Machica, fue el segundo Zipa de Muyquytá del que se tiene conocimiento, aunque se le suele considerar como el primer Zipa histórico, puesto que los datos sobre su vida son mucho más abundantes que los de su predecesor, Meicuchuca. 
Saguamanchica gobernó durante aproximadamente veinte años, desde 1470 hasta su muerte, acaecida en 1490. Su gobierno se caracterizó por la expansión territorial del Zipazgo, al que se agregó la provincia de Fusagasugá mediante la conquista militar. 
Saguamanchica libró continuas batallas contra enemigos externos (los panches y los sutagaos), y contra los rivales al interior de la Confederación Muisca (el Zaque Michuá y los caciques rebeldes al interior del Zipazgo).

## Ascenso al trono
Como príncipe heredero, Saguamanchica había participado activamente en varias batallas contra los panches, acérrimos enemigos de los muiscas. Al ascender al trono del Zipazgo, habiendo heredado riquezas considerables y el mando de treinta mil güechas (guerreros muiscas), se propuso  expandir el territorio bajo su dominio, consolidar su poder y someter a los pueblos enemigos.

## Batalla de Pasca

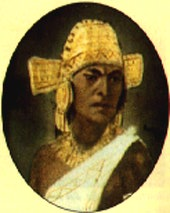
Saguamanchica.

Hacia 1470, poco después de su entronización, Saguamanchica decidió atacar a los sutagaos (llamados también fusagausgaes), liderados por el cacique de Fusagasugá. Los sutagaos, asentados en aquel momento en la frontera Sur de los dominios del Zipa, pertenecían a la familia de los pueblos chibchas, pero vivían de manera independiente, bajo un gobierno autónomo y neutral, por fuera de la Confederación Muisca. 
Con la idea de someter a los sutagaos a su dominio, Saguamanchica partió al mando de treinta mil güechas, atravesó el páramo de Fusungha (o Fusungá), y al cabo de pocos días llegó a Pasca, donde halló una pequeña resistencia de hombres fieles a Fusagasugá, a los que el Zipa sometió en menos de doce horas. 

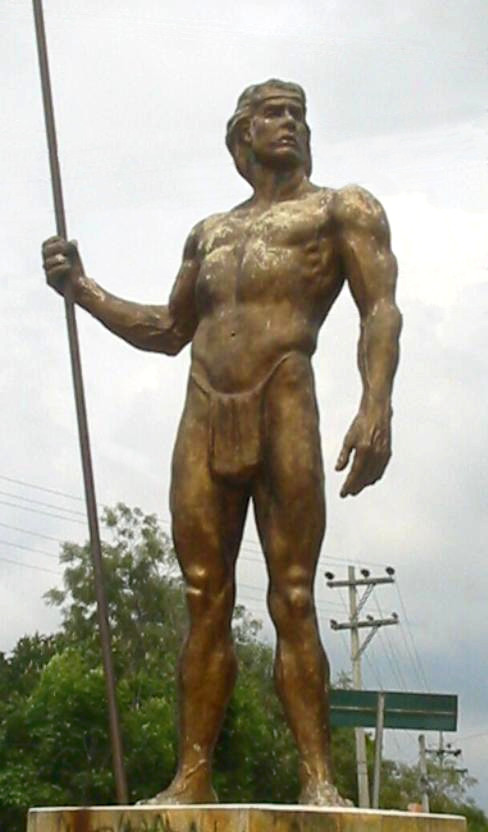
El cacique de Fusagasugá, quien se enfrentó al Zipa Saguamanchica en la Batalla de Pasca.

Una vez sometida la población de Pasca, integrada principalmente por la etnia de los chiaizaques, el ejército del Zipa avanzó hasta llegar a una colina rasa y angosta, donde las tropas de Fusagasugá se estaban preparando para la batalla. La colina estaba ceñida, por una parte, por un monte escarpado, y por la otra, por un profundo abismo que descendía hasta el cauce del río Pasca. Desde allí se extendían las planicies de Fusagasugá hasta el río Subía. 
Saguamanchica, viendo que las características del terreno favorecían sus planes, decidió acampar frente al enemigo y enviar, durante la noche, a dos mil güechas, al mando de un psihipqua (príncipe de sangre), para que subiesen con sigilo por la cumbre escarpada y ocupasen la retaguardia de los sutagaos, a fin de que al día siguiente atacasen al mismo tiempo. 
Al amanecer, y luego de una señal convenida, inició el ataque contra el ejército de Fusagasugá, tanto de frente como por la retaguardia. Los gritos de alarma dados por los centinelas del ejército de Fusagasugá al darse cuenta de la arremetida de los invasores por la retaguardia, hicieron que se difundiera la confusión primero, y el pánico después entre los sutagaos, lo que favoreció el rápido avance de los bacataes. Entre tanto, muchos de los fusagasugaes, presas de la confusión, abandonaron las armas y huyeron al monte.
Al final de la jornada, el ejército del Zipa no tuvo ni una sola baja. Fue capturado el general de los ejércitos de Fusagasugá, llamado Uzatama. El cacique de Tibacuy, que había peleado del lado de Fusagasugá, había resultado gravemente herido por un macanazo. Éste aconsejó al cacique de Fusagasugá, del que era el principal confidente, que se rindiera, como en efecto lo hizo, aceptando desde entonces el señorío del Zipa sobre la tierra de Fusagasugá. La autoridad del cacique le fue restituida a condición de rendir tributo y vasallaje a su nuevo señor, el Zipa de Bacatá, bajo juramento ante Sua, dios del Sol. El Zipa hizo un reconocimiento de los nuevos territorios sometidos, y partió de regreso a la Corte de Bacatá, donde celebró el triunfo con sacrificios a los dioses y varios meses de fiestas.

## Rebeliones e invasiones

### Primera rebelión de Guatavita

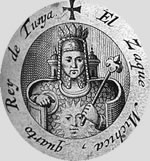
El Zaque Michuá.

Tiempo después de finalizada la Batalla de Pasca, el Zibyntyba, o Cacique de Guatavita, se rebeló contra el Zipa, pues consideraba que el poderío de Guatavita no era inferior al de Bacatá, y que Saguamanchica estaba asumiendo una actitud autoritaria que Guatavita no estaba dispuesto a soportar. Declaró la guerra y partió con su ejército con la intención de invadir Funza, capital del Zipazgo. Sin embargo, Saguamanchica no solo resistió el ataque, sino que persiguió al Guatavita de regreso a sus dominios, que fueron invadidos por el Zipa. Guatavita sufrió dos derrotas importantes durante ese tiempo, por lo que el Cacique se decidió a pedirle ayuda al Zaque Michuá, puesto que hasta entonces se consideraba que incluso el Zipa debía someterse a la autoridad del Zaque.
Al enterarse el Zaque de lo ocurrido, envió un emisario a Saguamanchica con el mensaje de que se presentara de inmediato en Hunza, capital del Zacazgo, para que rindiera cuentas de su conducta. Saguamanchica se burló abiertamente del mensaje enviado por el Zaque, e incluso maltrató al emisario. Cuando supo el Zaque lo ocurrido, formó un ejército de cuarenta mil güechas y se dirigió a Bacatá. Sin embargo, al enterarse de que el Zipa estaba reuniendo un ejército aún más numeroso, apoyado principalmente por el Cacique de Sopó, Michuá decidió dar media vuelta y regresar a Hunza, renunciando de este modo a la batalla .

### Rebelión de Ubaque

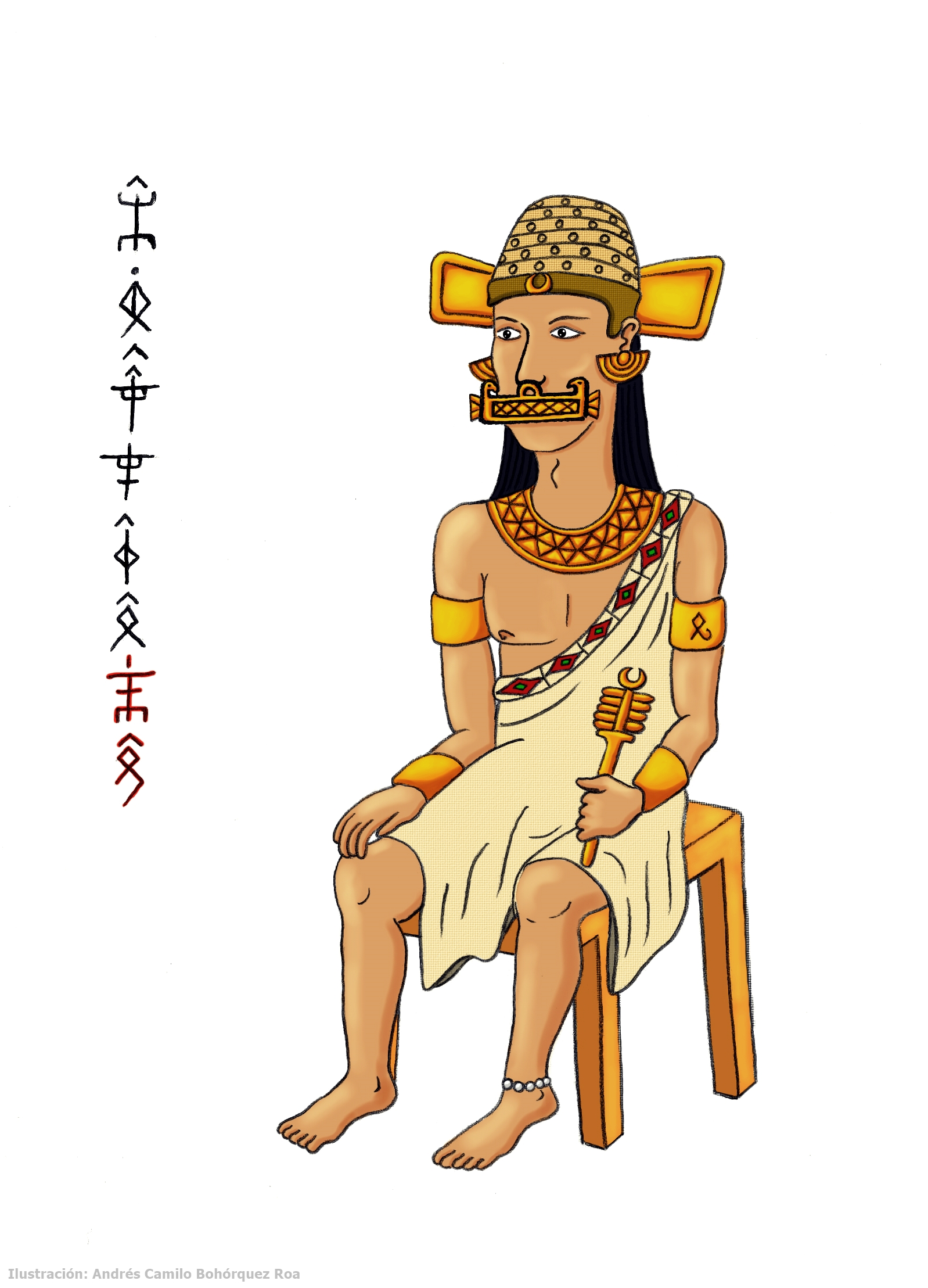
Saguamanchica en una ilustración de Andrés Camilo Bohórquez Roa.

Saguamanchica aprovechó el hecho de que la batalla contra Hunza no tuviera lugar, y el haber reunido a un ejército numeroso, para someter al Cacique de Ubaque que, rompiendo su antigua sujeción al Zipa, pretendía aliarse con Michuá, y además había atacado los uta, o poblados, de Pasca y Usme. Por las tierras de Chipaque y Une, el Zipa se dirigió al encuentro del Ubaque, al que halló desprevenido. Sin embargo, éste logró escapar a un peñón de muy difícil acceso con todas sus riquezas, con el fin de que el Zipa no se apoderara de ellas. Desalentado por la imposibilidad de capturar rápidamente al Ubaque, el Zipa tuvo que regresar a Bacatá ante las noticias que un mensajero le había llevado de una segunda rebelión de Guatavita, y de una invasión de los panches. 

### Segunda rebelión de Guatavita e invasión de los panches
Las noticias del mensajero que había llegado hasta el sitio donde acampaba el Zipa, referían que los panches se habían apoderado de Zipacón y Tena, mientras que, al mismo tiempo, el Cacique de Guatavita había invadido Chía y Cajicá, ayudado por tropas enviadas por el Zaque. Saguamanchica tuvo que abandonar el asedio contra Ubaque y partir de inmediato para intentar solucionar los nuevos problemas que se le presentaban.
Saguamanchica decidió entonces dividir su ejército en dos cuerpos para luchar simultáneamente contra los dos focos de conflicto. Sin embargo, la expulsión de los panches no fue posible sino hasta después de dieciséis años de continuas batallas. Cuando hubo pacificado estas provincias, el Zipa juntó todo su ejército en Sopó, donde logró reunir un total de cincuenta mil güechas, con los que se dirigió hacia Guatavita, donde el Cacique no pudo ofrecer ninguna resistencia ante la superioridad de su enemigo. Alentado por esta victoria, el Zipa retomó su idea de combatir al Zaque, y se dirigió de inmediato a Hunza.

## Batalla de Chocontá

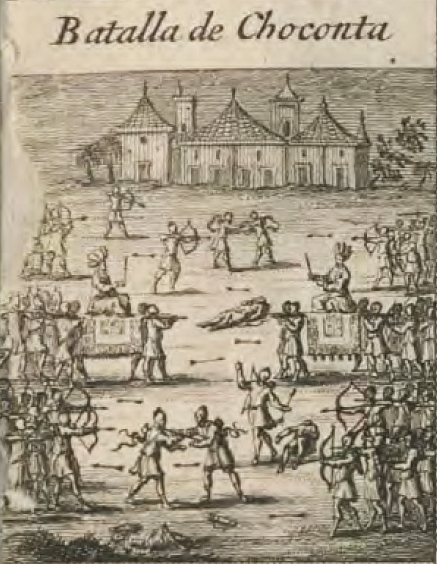
La Batalla de Chocontá según un grabado de la edición de Amberes (1688) de la Historia general de las conquistas del Nuevo Reino de Granada, de Lucas Fernández de Piedrahíta.

Michuá, enterado de la marcha de Saguamanchica en su contra, reunió por su parte a sesenta mil güechas y acudió al encuentro de su adversario. Los dos ejércitos se encontraron por fin en los campos de Chocontá. Al poblado habían llegado poco antes las tropas del Zaque, que aprovecharon para descansar y abastecerse. El combate se prolongó por tres horas y fue particularmente sangriento. Al final ganaron las tropas del Zipazgo, pero los líderes de ambos bandos murieron, aunque Saguamanchica alcanzó a ver la victoria de su ejército. A su muerte le sucedió su sobrino, Nemequene, que en ese momento era general de los ejércitos del Zipazgo.